# Nord Autobahn
L'autostrada austriaca A5, chiamata anche Nord/Weinviertel Autobahn (Autostrada del Nord e del Weinviertel). Parte da Großebersdorf, fino ad arrivare a Poysdorf. L'autostrada, non ancora ultimata, è attualmente lunga 48,5 km. Il progetto prevede un percorso che si conclude al confine con la Repubblica Ceca, al congiungimento con la Rychlostní silnice 52. Nel 2019 è stata aperta la circonvallazione di Drasenhofen.

## Percorso
|                       |                                                               |    |                |  |  |
| Tipo                  | Indicazione                                                   | Km | Strada europea |  |  |
|                       | Eibesbrunn (solo carreggiata sud)                             | 1  |                |  |  |
|                       | Wolkersdorf-Süd                                               | 3  |                |  |  |
|                       | Ulrichskirchen (solo carreggiata nord)                        | 6  |                |  |  |
|                       | Wolkersdorf-Nord                                              | 8  |                |  |  |
|                       | Hochleithen e area di servizio (area solo in carreggiata sud) | 11 |                |  |  |
|                       | Gaweinstal-Mitte (solo carreggiata nord)                      | 18 |                |  |  |
|                       | Gaweinstal-Nord (solo carreggiata sud)                        | 20 |                |  |  |
|                       | Schrick, Mistelbach-Süd                                       | 23 |                |  |  |
|                       | Mistelbach-Ost, Wilfersdorf                                   | 28 |                |  |  |
|                       | Poysdorf-Süd                                                  | 34 |                |  |  |
|                       | Großkrut                                                      | 41 |                |  |  |
|                       | Poysdorf-Nord                                                 | 47 |                |  |  |
|                       |                                                               |    |                |  |  |
|                       | Drasenhofen-Süd                                               |    |                |  |  |
|                       |                                                               |    |                |  |  |
|                       | Drasenhofen-West                                              |    |                |  |  |
|                       |                                                               |    |                |  |  |
|                       | Drasenhofen-Nord                                              |    |                |  |  |
|                       |                                                               |    |                |  |  |
| Tratto in costruzione |                                                               |    |                |  |  |